# Meniscomorpha citrivaria
Meniscomorpha citrivaria là một loài tò vò trong họ Ichneumonidae.